# Prix du Saugeais
Le Prix du Saugeais est une course cycliste française disputée à Maisons-du-Bois-Lièvremont, dans le département du Doubs. Elle est organisée par le Vélo Club de Morteau-Montbenoit.
L'épreuve est réservée aux amateurs. 

## Palmarès depuis 1995
| Année     | Vainqueur              | Deuxième            | Troisième           |
| --------- | ---------------------- | ------------------- | ------------------- |
| 1995      | Benoît Farama          | François Leclère    | Richard Bintz       |
| 1996      | Cyril Beaulieu         | Manuel Jeannier     | Allan Oras          |
| 1997      | Raphaël Jeune          | Patrice Bourgon     | Willy Viard         |
| 1998      | Martial Locatelli      | Aleksei Levdanski   | Manuel Jeannier     |
| 1999      | Nicolas André          | Jean-Yves Duzellier | Jérôme Gannat       |
| 2000      | Christian Eminger      | Denis Moretti       | Mathieu Cassez      |
| 2001      | Emmanuel Bonnot        | Yannick Meyer       | Mathieu Cassez      |
| 2002      | Emmanuel Bonnot        | Pierre Lebreton     | Francis Mourey      |
| 2003      | Cyril Gossmann         | Loïc Vandel         | Sébastien Grédy     |
| 2004      | Cédric Haas            | Nicolas André       | Emmanuel Bonnot     |
| 2005      | Oran Locatelli         | Laurent Colombatto  | Olivier Morel       |
| 2006      | Jean-Baptiste Cornolti | David Kemp          | Nicolas Hartmann    |
| 2007      | Alexandre Grux         | Jérémie Dérangère   | Ma Haijun           |
| 2008      | Sébastien Grédy        | Laurent Colombatto  | Cédric Jeanroch     |
| 2009      | Laurent Colombatto     | Andrei Krasilnikau  | Aurélien Stehly     |
| 2010      | Daniel Teklehaimanot   | Fabricio Quirós     | Choi Ki-ho          |
| 2011      | Daniel Teklehaimanot   | Raymond Künzli      | Grégory Hugentobler |
| 2012      | Simon Zahner           | Silvan Dillier      | Mirco Saggiorato    |
| 2013      | Édouard Lauber         | Lucas Vincent       | Laurent Colombatto  |
| 2014      | Simon Zahner           | Théry Schir         | Fabien Doubey       |
| 2015      | Fabian Lienhard        | Cyrille Thièry      | Salaheddine Mraouni |
| 2016      | Gaël Suter             | Simon Combes        | Lucas Papillon      |
| 2017      | Dimitri Bussard        | Batuhan Özgür       | Adrien Guillonnet   |
| 2018      | Julien Souton          | Adrien Guillonnet   | Simon Combes        |
| 2019      | Jérémy Français        | Baptiste Petitjean  | Quentin Bezza       |
| 2020      | annulé                 | annulé              | annulé              |
| 2021,     | Axel Zingle            | Maxime Jarnet       | Thomas Devaux       |
| 2022-2023 | non-organisé           | non-organisé        | non-organisé        |
| 2024      | Farley Barber          | Antoine Berger      | Quentin Bourg       |
| 2025      | Nicolas Aulas          | Adam Smith          | Simon Hue           |